# Vásishtha

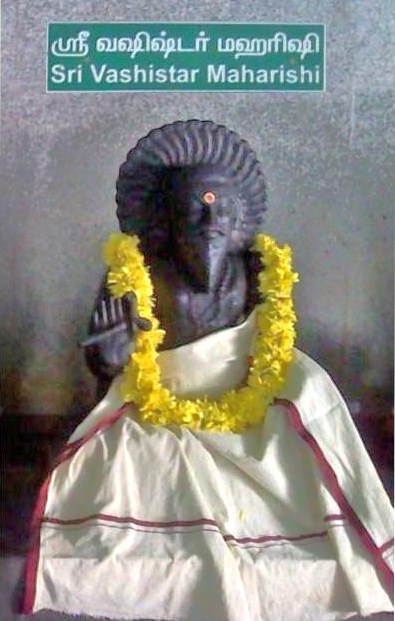
Un murti (ídolo) del sabio Vásista en un templo del sur de la India.

Vásista es uno de los célebres Sapta rishis (‘siete sabios’ principales) de la época védica.
Es autor de muchos himnos del Rig-veda (el primer texto de la India, de mediados del II milenio a. C.).
El rishi era propietario de Kámadhenu (o Surabhí, la vaca de la abundancia) y de su hija la vaca Nandinī, que satisfacían todos los deseos que se les pedían.

## Nombres
El nombre Vásista significa ‘el más rico’, en el sentido de que poseía toda clase de vasu (objetos deseables).
En sánscrito a veces aparece escrito erróneamente Vaśiṣṭha (en vez del correcto Vásiṣṭha).
También es llamado:
- padre de Aurva (según el Jari-vamsa),
- padre de los sukālins (según las Leyes de Manu),
- padre de siete hijos (según el Jari-vamsa y algunos Puranas).
- esposo de Aksha Mala o Arundatí (según el Majábharata) y de Urshá (según los Puranas).
- uno de los siete sabios patriarcas que forman la constelación de la Osa Mayor, en la que él representa la estrella Rishi (Mizar); mientras que la pequeña estrella adyacente, Alcor, es Arundhatí (según el Rig-veda).

## Pelea con Vishvamitra
Vásista es el típico representante de la casta bráhmana.
Es conocido su conflicto con Visuá Mitra —quien pertenecía a la casta guerrera (chatría) y se pasó a la casta sacerdotal (brahmánica)—
Esa leyenda probablemente se funda en luchas reales que tuvieron lugar entre los bráhmanas y los chatrías.
El mayor de sus cien hijos se llamaba Shakti y era un santo que vivía con su esposa y su pequeño Parashará hijo en una cueva. En una ocasión, Shakti encontró en el bosque a un terrible e iracundo rakshasa (comedor de carne humana) que alguna vez había sido el rey Kalmasa Pada pero a quien el malvado santo Visuá Mitra había maldecido para que se convirtiera en este monstruo. Kalmasa Pada devoró a Shakti, por lo que Vásishtha tuvo que criar a su nieto Parashará.

## Autor de partes del «Rig-veda»
Muchos grandes himnos del Rig-veda (el primer texto de la India, compuesto a mediados del II milenio a. C.) se atribuyen a estos dos grandes rivales.
Los del séptimo máṇḍala, entre otros, se atribuyen a Vásista, mientras que los del tercer mándala se atribuyen a Visuamitra.
En uno de los himnos de Vásista, este aparece como el sacerdote doméstico del rey Sudas, un puesto al que también aspiraba Visuá-Mitra.
En otro himno, Vásista declara haber sido inspirado por el mismísimo dios Váruna (uno de los más importantes en el vedismo primitivo).
En otro (Rig-veda 7, 33, 11) se autonombra hijo de la apsará Urwasí con los dioses Mitra y Váruna (de allí que adoptó el patronímico Maitravaruni).
En las Leyes de Manu (1, 35) es mencionado como uno de los diez prajā-pati o patriarcas, que fueron engendrados por Suaiambhuva Manu para poblar el planeta.
En el Majábharata es mencionado como el sacerdote familiar de la raza solar o de la tribu de los iksuakús (descendiente del rey Iksuakú) donde nacería el rey dios Rama.
En los Puranas aparece como uno de los ordenadores de los Vedas en la era duapara-iugá.

## Menciones en otros textos
También existe un texto (del siglo XI a XIV) llamado Ioga-vásista, que hace referencia a un discurso dado por Vásista a su discípulo el joven príncipe Rama. Se trata de una versión vedantizada de un texto más antiguo llamado Moksa-upaia (del siglo X).

## Otros Vásista
También hay un escritor y legislador Vásista, que fue autor de un libro de leyes. Probablemente utilizó este nombre como una manera de confundirse con el famosísimo rishi védico.
- Datos: Q241900
- Multimedia: Vasishtha / Q241900